# Esgrima nos Jogos Pan-Americanos de 1951

As competições de esgrima nos Jogos Pan-Americanos de 1951 foram realizadas em Buenos Aires, Argentina. Esta foi a primeira edição dos Jogos Pan-Americanos.

## Masculino
| Evento                       | Ouro                       | Prata                | Bronze                 |
| ---------------------------- | -------------------------- | -------------------- | ---------------------- |
| Espada individual detalhes   | Antonio Villamil (ARG)     | Benito Ramos (MEX)   | Edward Vebell (USA)    |
| Espada por equipes detalhes  | ARG Argentina              | USA Estados Unidos   | CUB Cuba               |
| Florete individual detalhes  | Félix Domingo Galimi (ARG) | José Rodríguez (ARG) | Nathaniel Lubell (USA) |
| Florete por equipes detalhes | USA Estados Unidos         | ARG Argentina        | CUB Cuba               |
| Sabre individual detalhes    | Tibor Nyilas (USA)         | George Worth (USA)   | Estevão Molnar (BRA)   |
| Sabre por equipes detalhes   | USA Estados Unidos         | ARG Argentina        | BRA Brasil             |

## Feminino
| Evento                       | Ouro                | Prata                   | Bronze              |
| ---------------------------- | ------------------- | ----------------------- | ------------------- |
| Florete individual detalhes  | Elsa Irigoyen (ARG) | Irma de Antequeda (ARG) | Lilia Rositto (ARG) |
| Florete por equipes detalhes | USA Estados Unidos  | PAN Panamá              | VEN Venezuela       |